# Entrada folclórica
Una entrada folclórica es una manifestación cultural boliviana consistente en celebraciones callejeras estructuradas en grupos denominadas fraternidades, conjuntos o asociaciones que ejecutan música e interpretan danzas típicas del país.

## Características
Las entradas folclóricas se caracterizan por acompañar diferentes eventos festivos. Estos pueden relacionarse con hitos de carácter religioso, como en la entrada del sábado de peregrinación en el Carnaval de Oruro, la entrada del Gran Poder, o la entrada de Urkupiña, celebraciones de conquistas sociales como las entradas Universitarias, que conmemoran la autonomía universitaria, o fiestas barriales, familiares o gremiales.
Las entradas folclóricas se desarrollan en todo el territorio de Bolivia. Se estima que existen más de 1200 entradas anuales dentro del territorio boliviano, aunque su cantidad y características puede presentar diferencias. En la ciudad de La Paz se han registrado al menos 246 de estas manifestaciones, que se desarrollan a lo largo del año, llegando a 500 en todo el departamento.
Las entradas folclóricas agrupan a diferentes fraternidades: grupos de bailarines asociados y conjuntos musicales que, dependiendo del tipo de baile,  pueden ser conjuntos de música autóctona o bandas de bronces.

## Práctica a nivel internacional
Gracias a los procesos de migración, la comunidad boliviana ha llevado esta práctica a países como Brasil, Argentina, Chile, España, Italia y Estados Unidos.

## Galería de imágenes

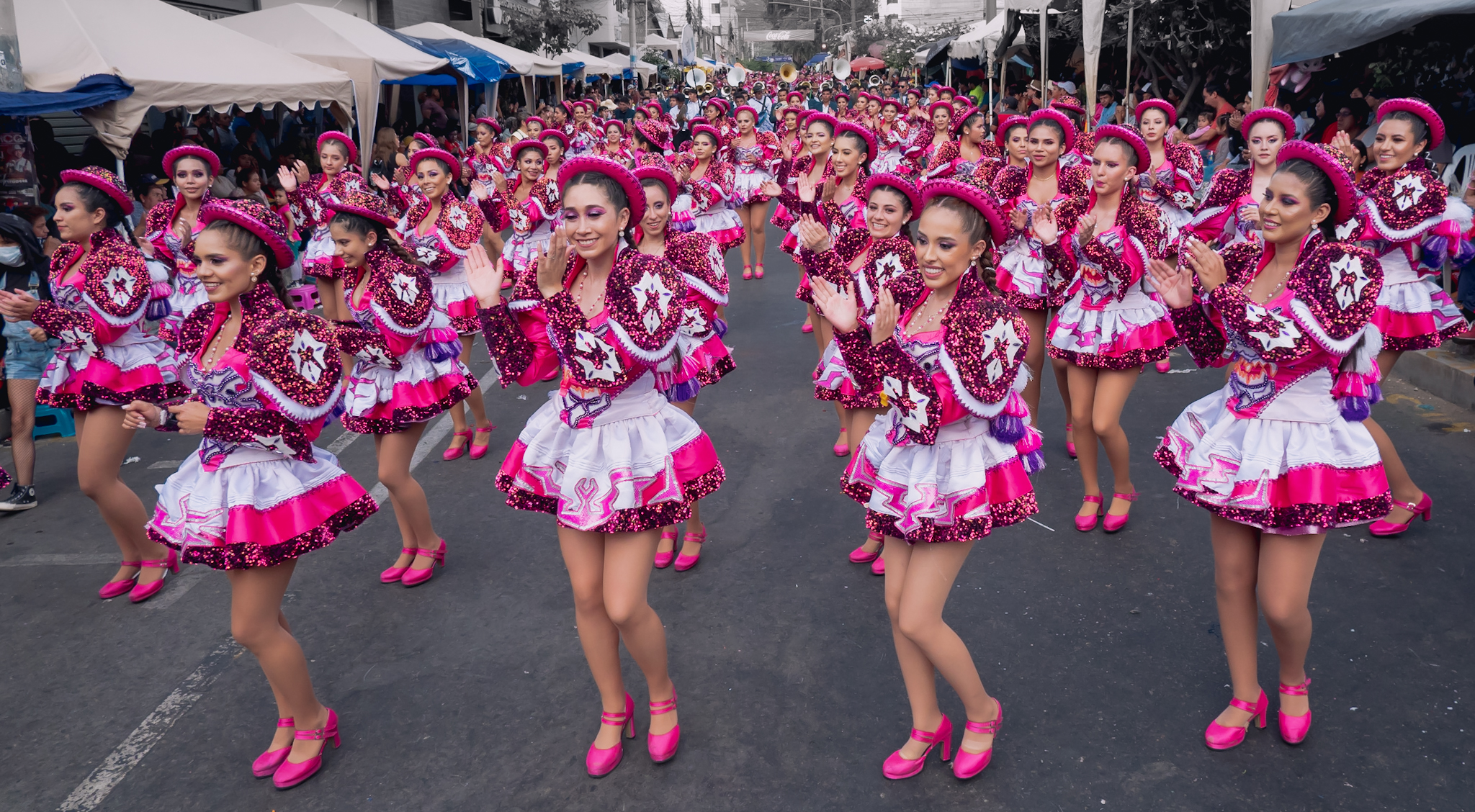
Caporales en el Corso en Cochabamba
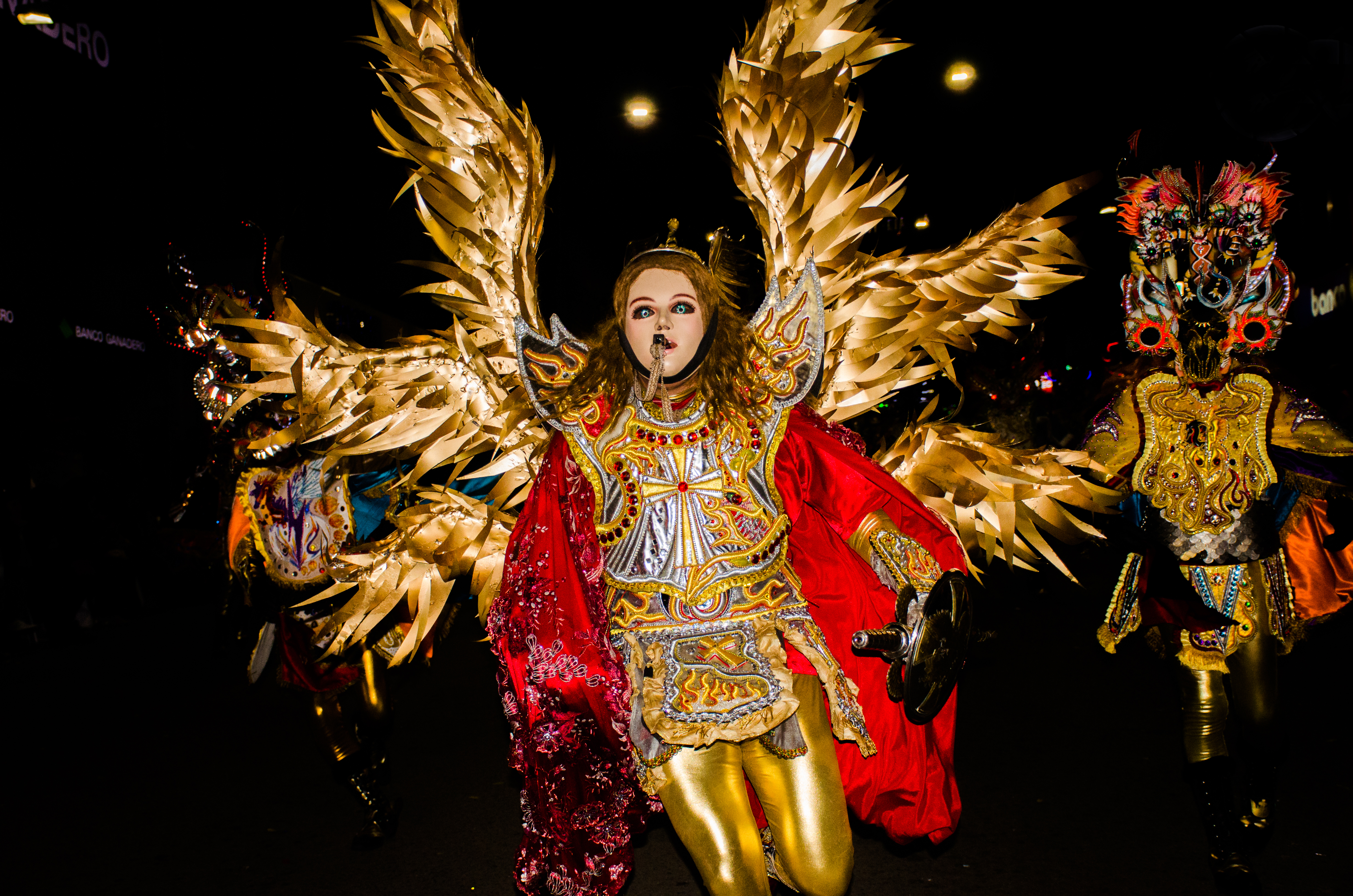
Ángel de Diablada en el Carnaval de Oruro
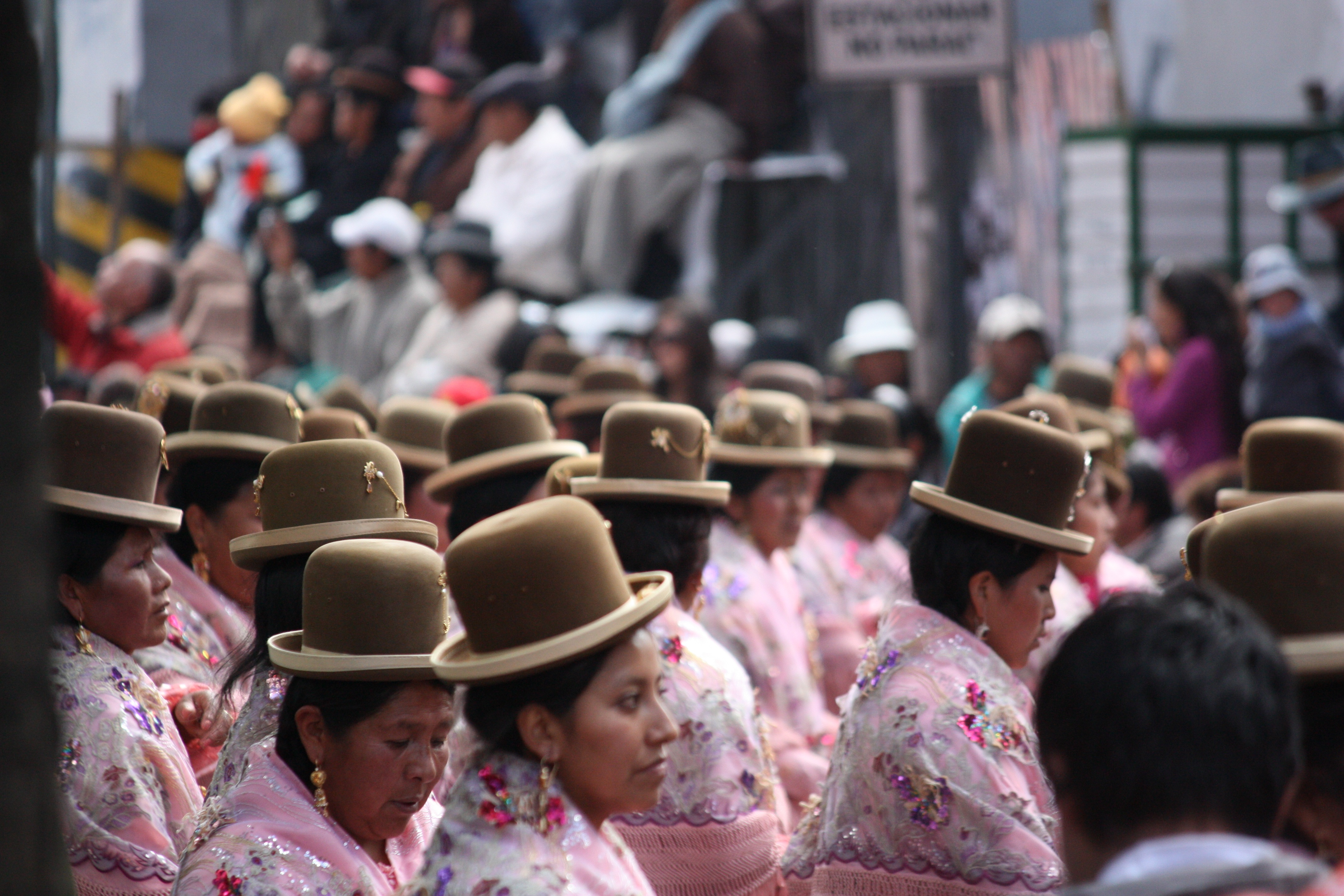
Bailarinas de morenada en el Gran Poder de La Paz
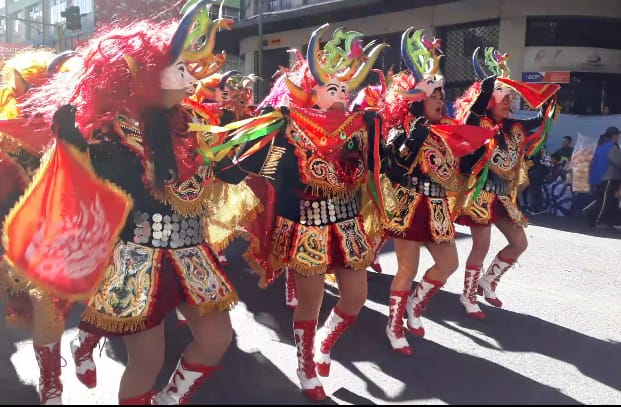
Diablada en la Entrada Universitaria de La Paz
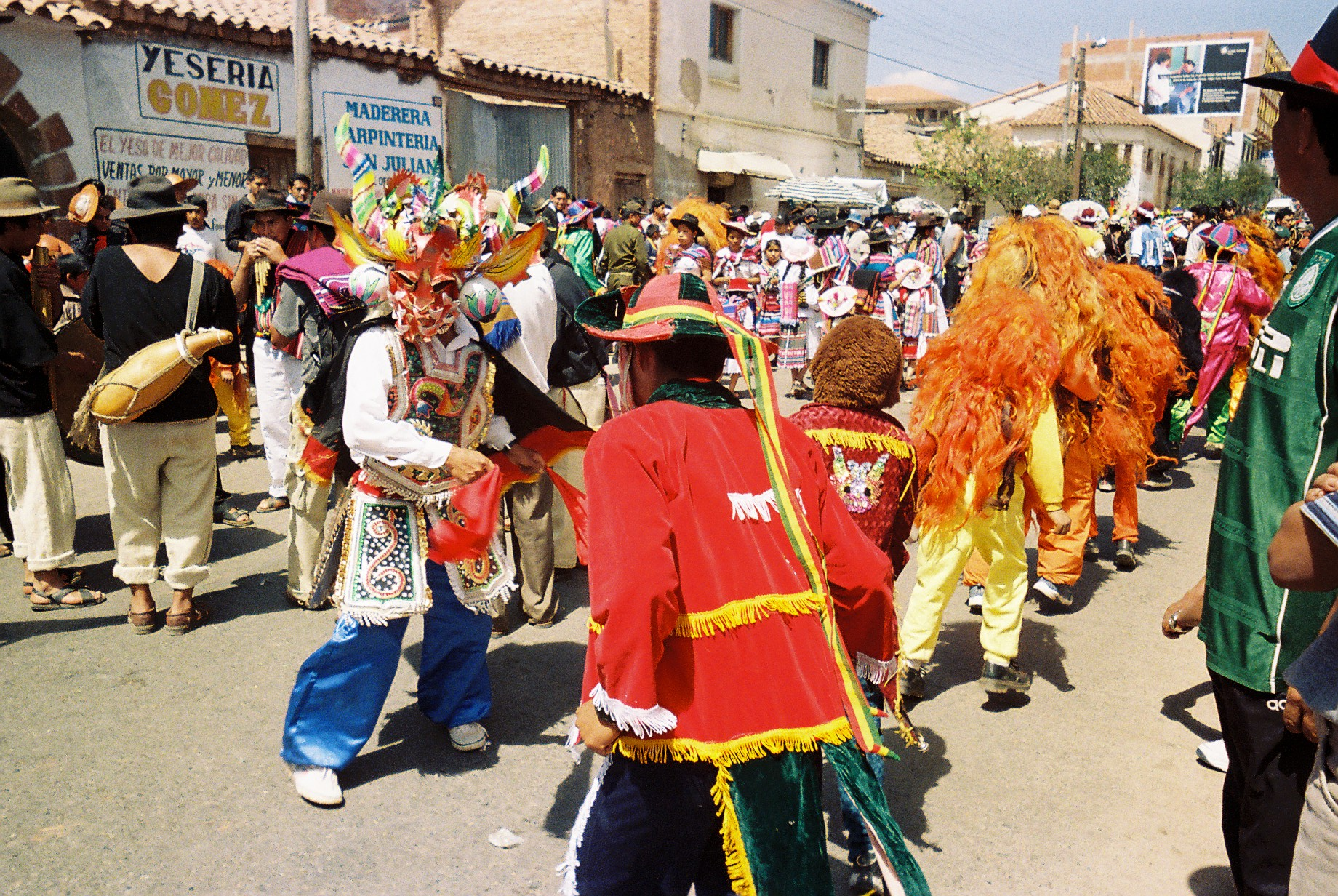
Thanta morenos en Sucre
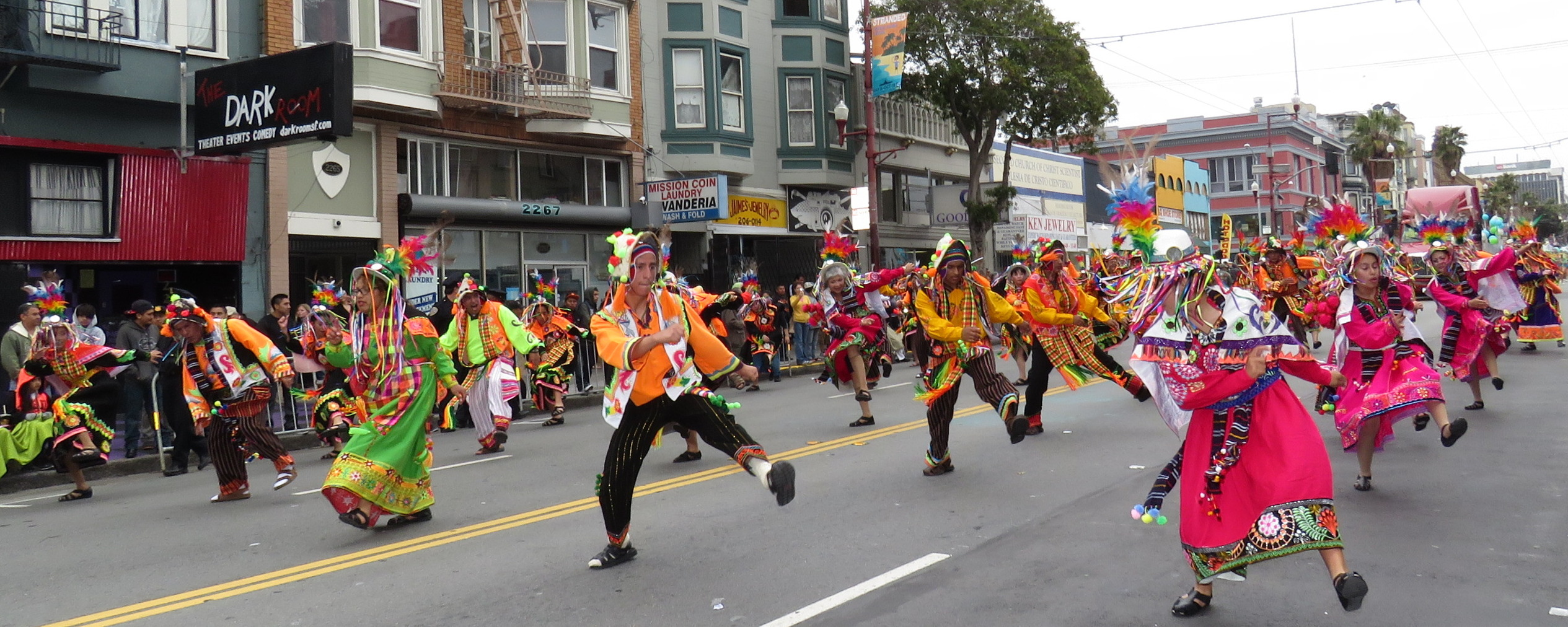
Tinkus en San Francisco, Estados Unidos
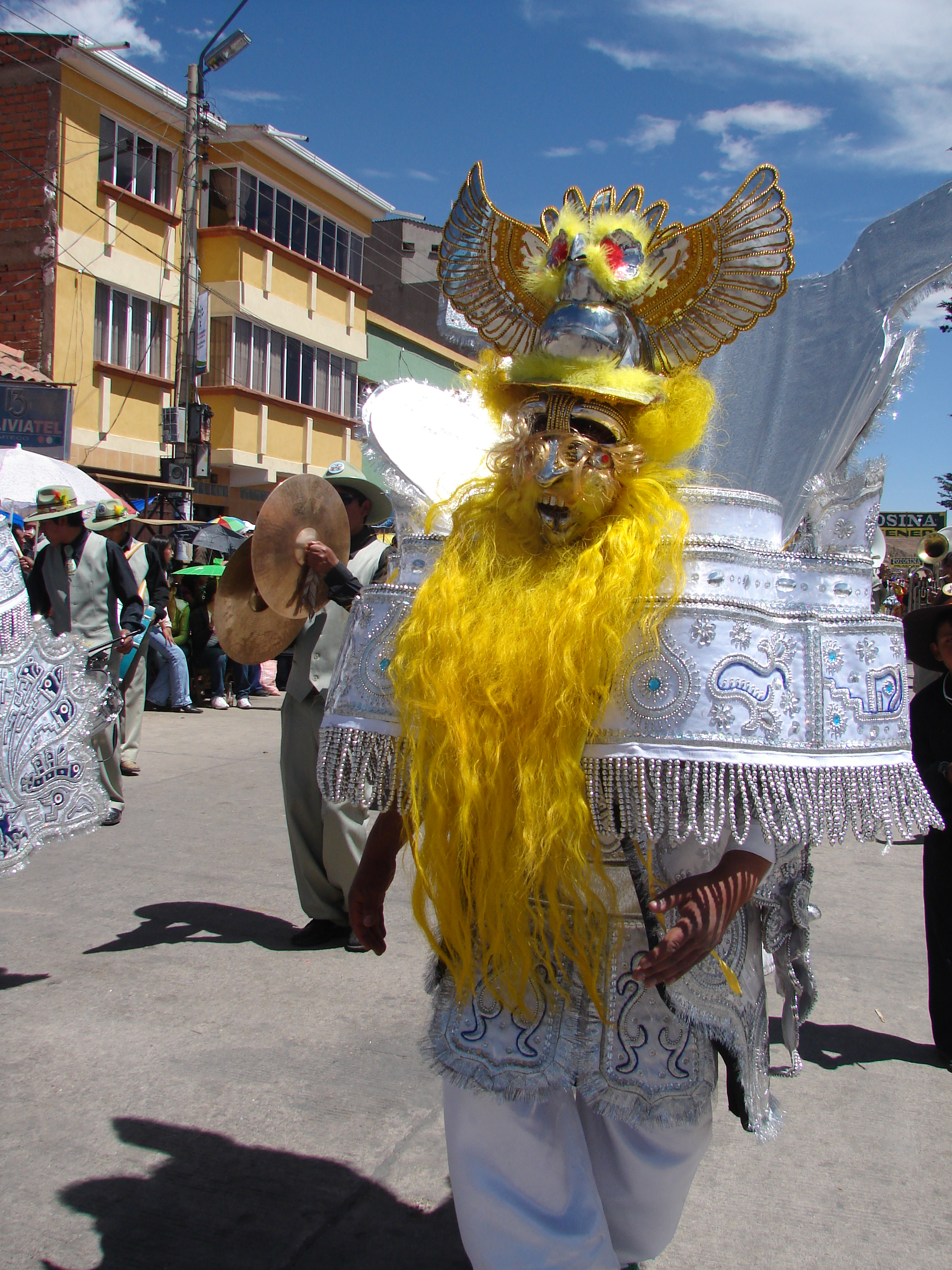
Moreno en Chutillos, Potosí